# Neobisium auberti
Neobisium auberti är en spindeldjursart som beskrevs av Philippe Leclerc 1982. Neobisium auberti ingår i släktet Neobisium och familjen helplåtklokrypare. Inga underarter finns listade i Catalogue of Life.